# (31350) 1998 SF2
(31350) 1998 SF2 est un astéroïde de la ceinture principale d'astéroïdes découvert en 1998.

## Description
(31350) 1998 SF2 a été découvert le 17 septembre 1998 à Woomera (Australie par Frank B. Zoltowski.

### Caractéristiques orbitales
L'orbite de cet astéroïde est caractérisée par un demi-grand axe de 2,19 ua, un périhélie de 1,72 ua, une excentricité de 0,22 et une inclinaison de 5,39° par rapport à l'écliptique. Du fait de ces caractéristiques, à savoir un demi-grand axe compris entre 2 et 3,2 ua et un périhélie supérieur à 1,666 ua, il est classé, selon la JPL Small-Body Database, comme objet de la ceinture principale d'astéroïdes.

### Caractéristiques physiques
(31350) 1998 SF2 a une magnitude absolue (H) de 15,5 et un albédo estimé à 0,311.